# جايسون هيثيرنغتون
جايسون هيثيرنغتون (بالإنجليزية: Jason Hetherington)‏ هو لاعب دوري الرغبي أسترالي، ولد في 23 أغسطس 1970 في Baralaba, Queensland ‏ في أستراليا.